# Lioudmila Kortchaguina

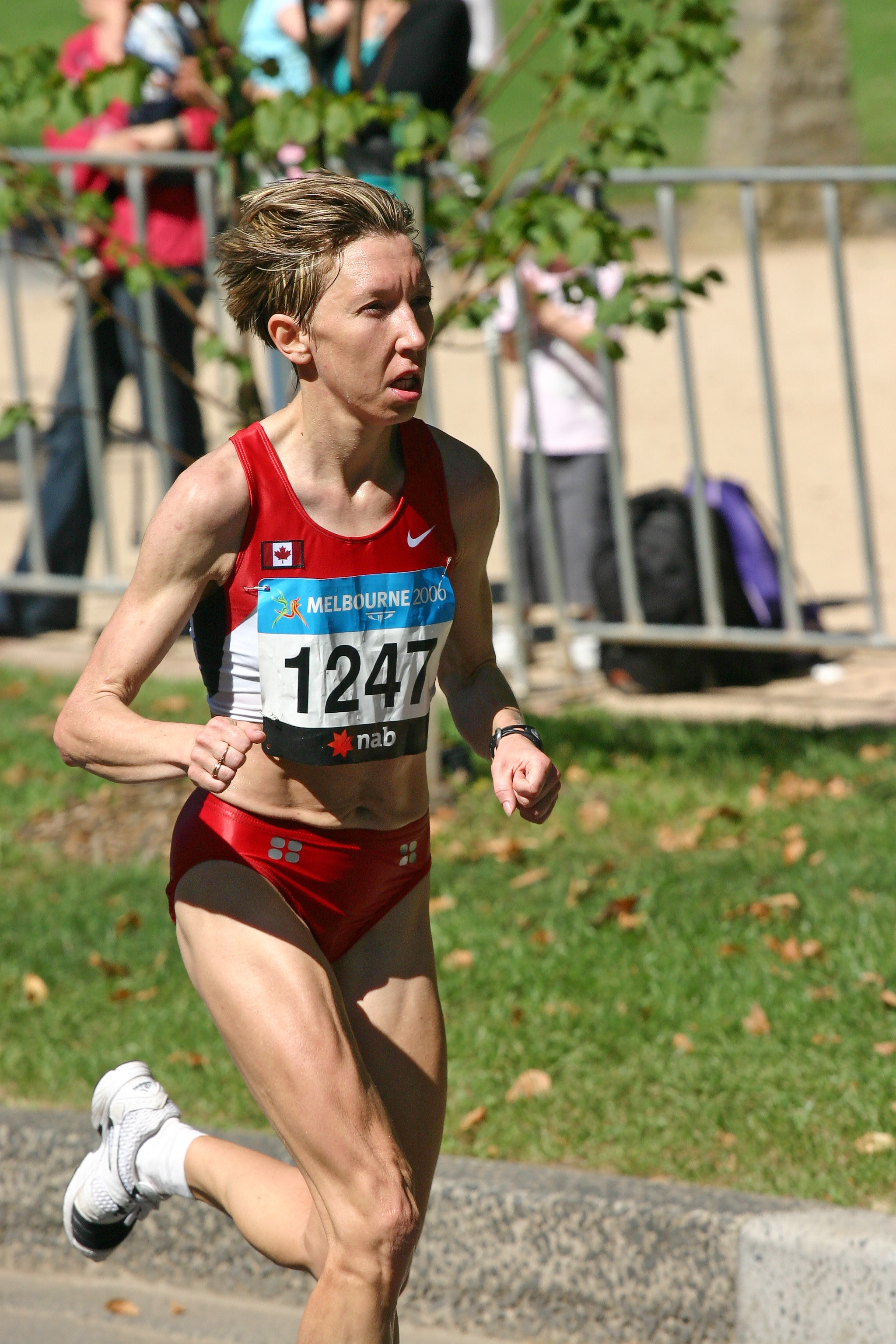
Lioudmila Kortchaguina bei den Commonwealth Games 2006

Lioudmila Kortchaguina (russisch Людмила Корчагина, Ljudmila Kortschagina, engl. Transkription Lyudmila Korchagina; * 26. Juli 1971 in Swerdlowsk) ist eine kanadische Marathonläuferin russischer Herkunft.
1995 und 1996 gewann sie sowohl den Lyon- wie auch den Nantes-Marathon, und 1996 wurde sie Vierte beim Paris-Marathon. 
Nach einer Babypause siegte sie 2001 beim Hartford-Marathon, und im Jahr darauf gewann sie den Ottawa-Marathon und verteidigte ihren Titel in Hartford. 2003 wurde sie Zweite beim Los-Angeles-Marathon und siegte beim Pittsburgh-Marathon und beim Dallas White Rock Marathon. 2004 folgten einem erneuten Triumph in Ottawa Siege beim Toronto Waterfront Marathon und bei der Premiere des Salt-Lake-City-Marathons.
Im Jahr darauf erhielt sie die kanadische Staatsbürgerschaft und wurde als Gesamtzweite des Ottawa-Marathons nationale Meisterin, nachdem sie zuvor in diesem Jahr ebenfalls Zweite beim Houston-Marathon über die Halbmarathondistanz und beim Las-Vegas-Marathon geworden war. Bei den Halbmarathon-Weltmeisterschaften in Edmonton kam sie auf den 21. Platz, und zum Jahresende gelang ihr erneut ein Sieg in Dallas.
2006 verteidigte sie als Gesamtsiegerin in Ottawa ihren nationalen Titel und wurde Sechste bei den Commonwealth Games in Melbourne. Auch 2007 wurde sie durch einen Sieg in Ottawa Landesmeisterin. 
2009 folgte einem dritten Platz beim Houston-Marathon ein zweiter in Ottawa, mit dem sie zum vierten Mal den nationalen Titel errang. 
Von 2002 bis 2004 gewann sie dreimal in Folge das Around the Bay Road Race über 30 km und stellte bei ihrem dritten Sieg den aktuellen Streckenrekord von 1:46:05 h auf.
Lioudmila Kortchaguina ist 1,60 cm groß und wiegt 47 kg. Sie ist verheiratet und lebt in Thornhill in der Greater Toronto Area.

## Persönliche Bestzeiten
- Halbmarathon: 1:10:50 h, 22. Juni 2003, Vancouver
- Marathon: 2:29:42 h, 28. Mai 2006, Ottawa